# Nephochaetona mima
Nephochaetona mima là một loài ruồi trong họ Tachinidae.